# Arachnothryx nelsonii
Arachnothryx nelsonii är en måreväxtart som beskrevs av David H. Lorence. Arachnothryx nelsonii ingår i släktet Arachnothryx och familjen måreväxter. Inga underarter finns listade i Catalogue of Life.